# Сухарево (Минск)

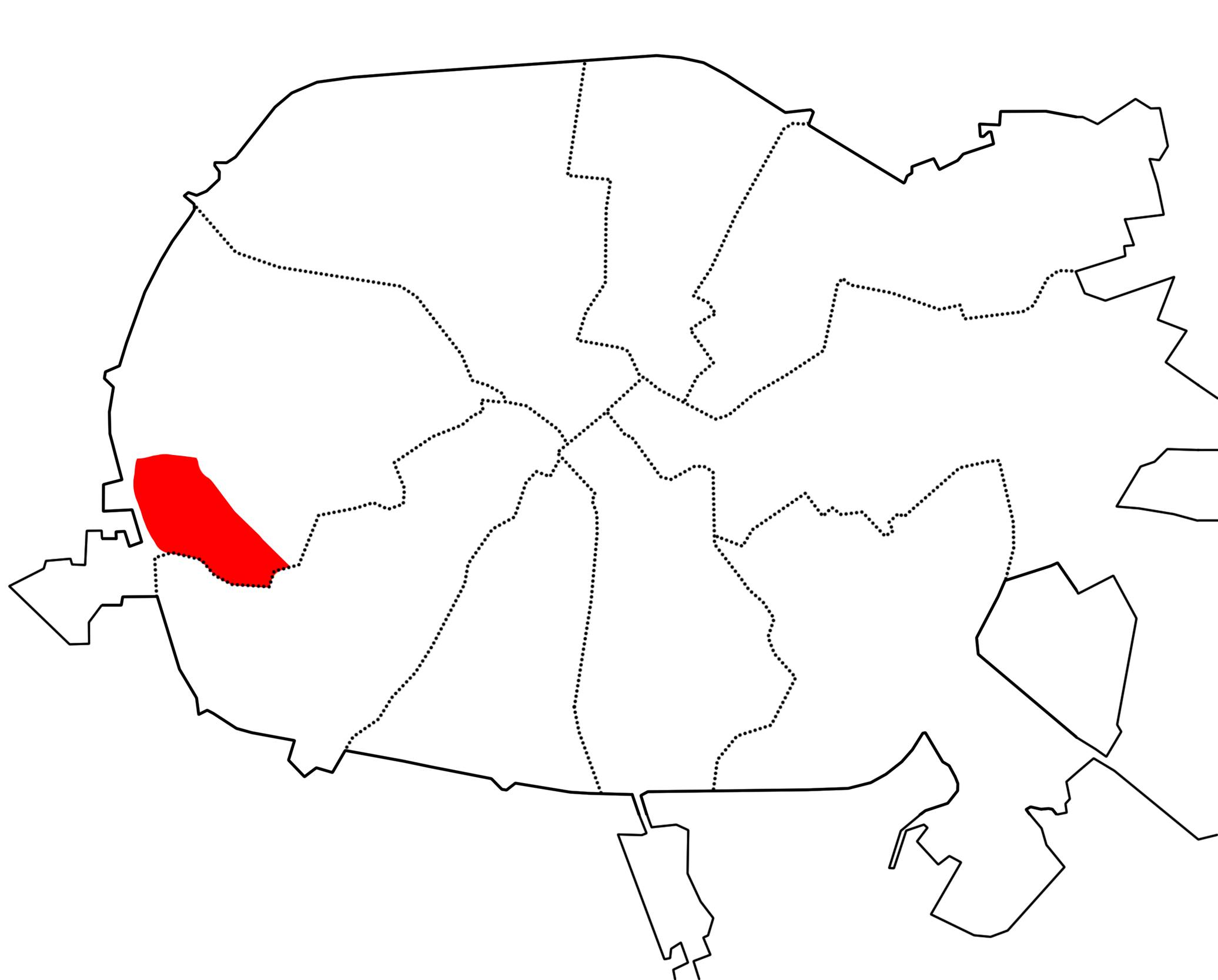
Расположение микрорайона на карте города

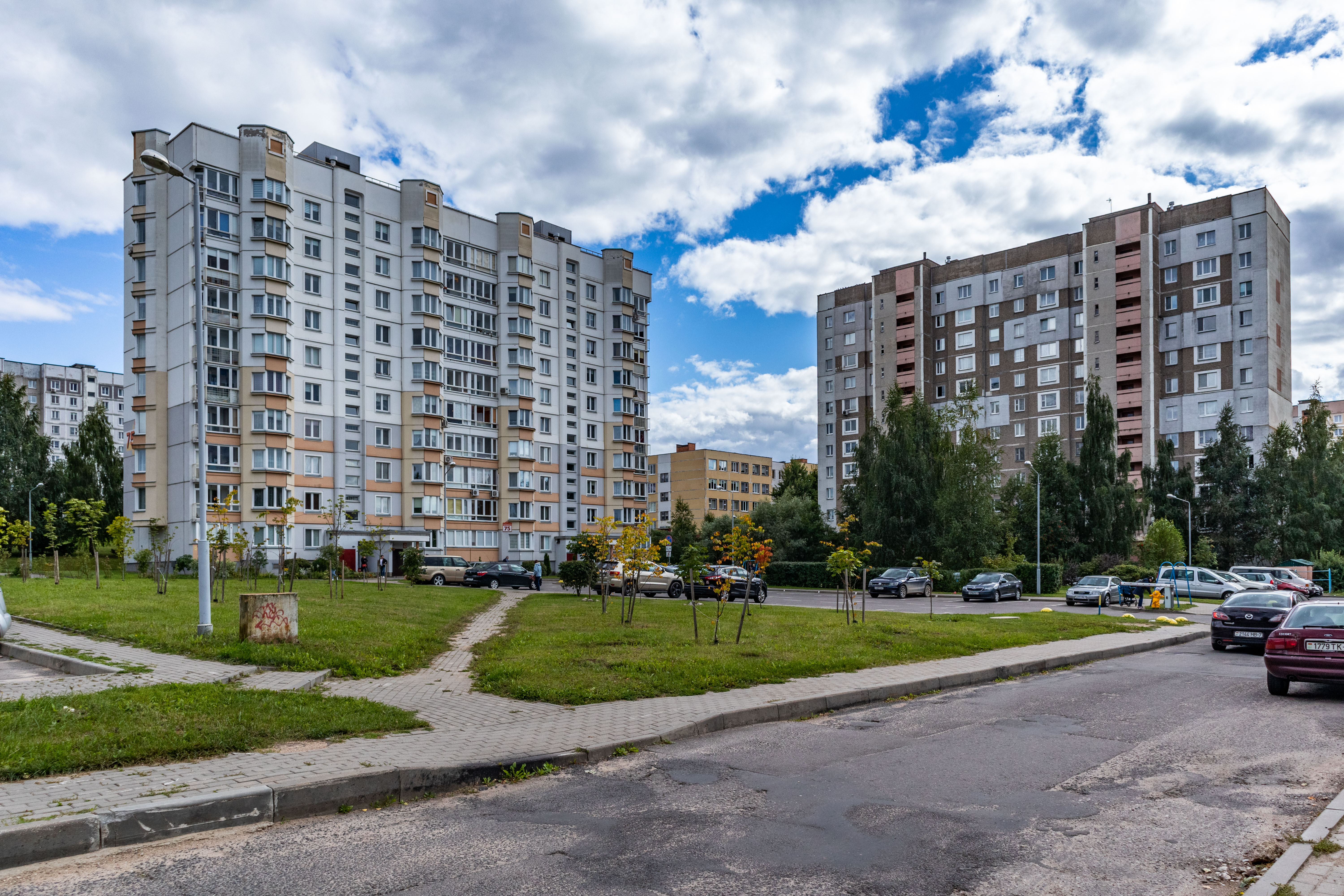
Сухарево-3

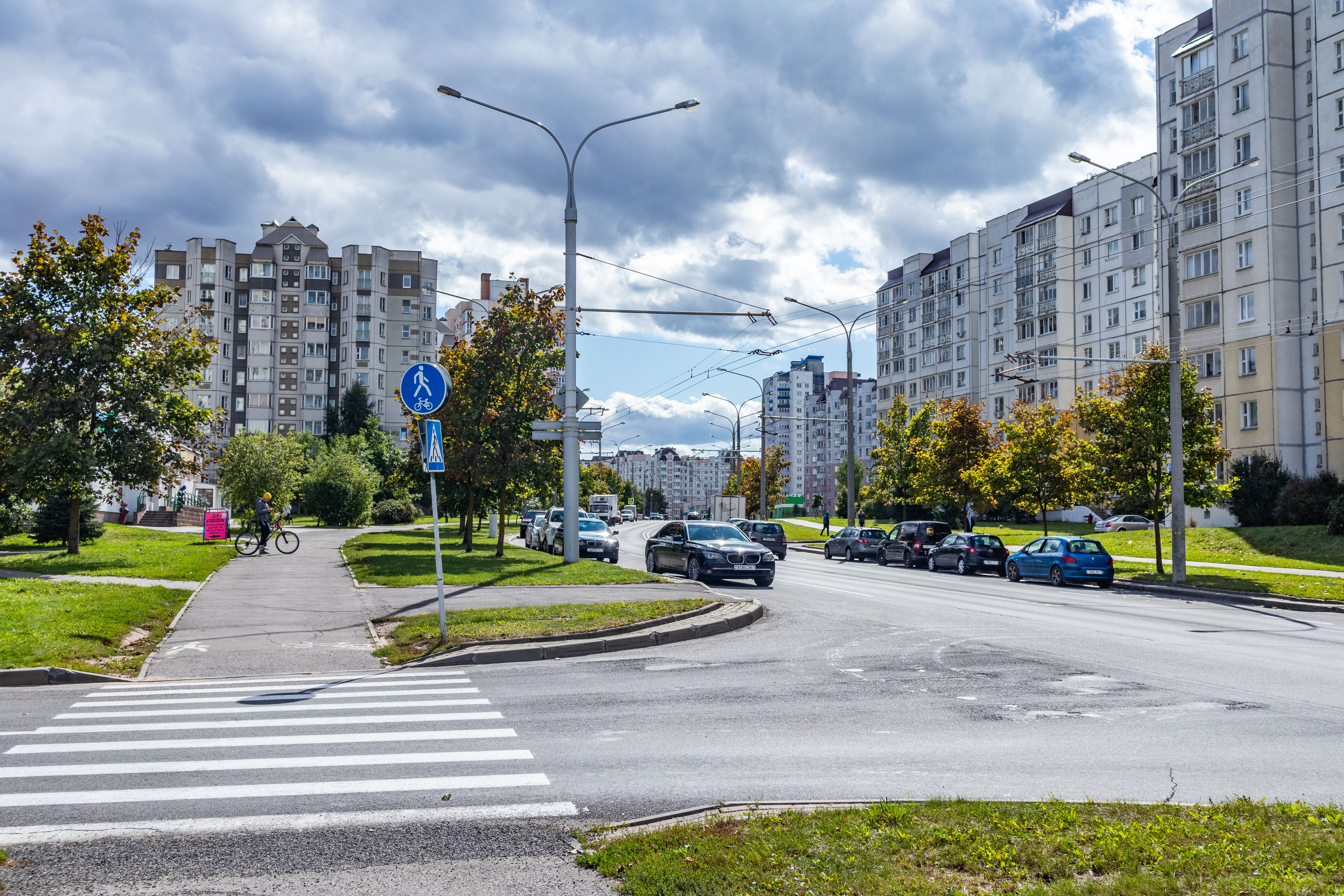
Пересечение улиц Скрипникова и Шамякина. Сухарево-4 и 5

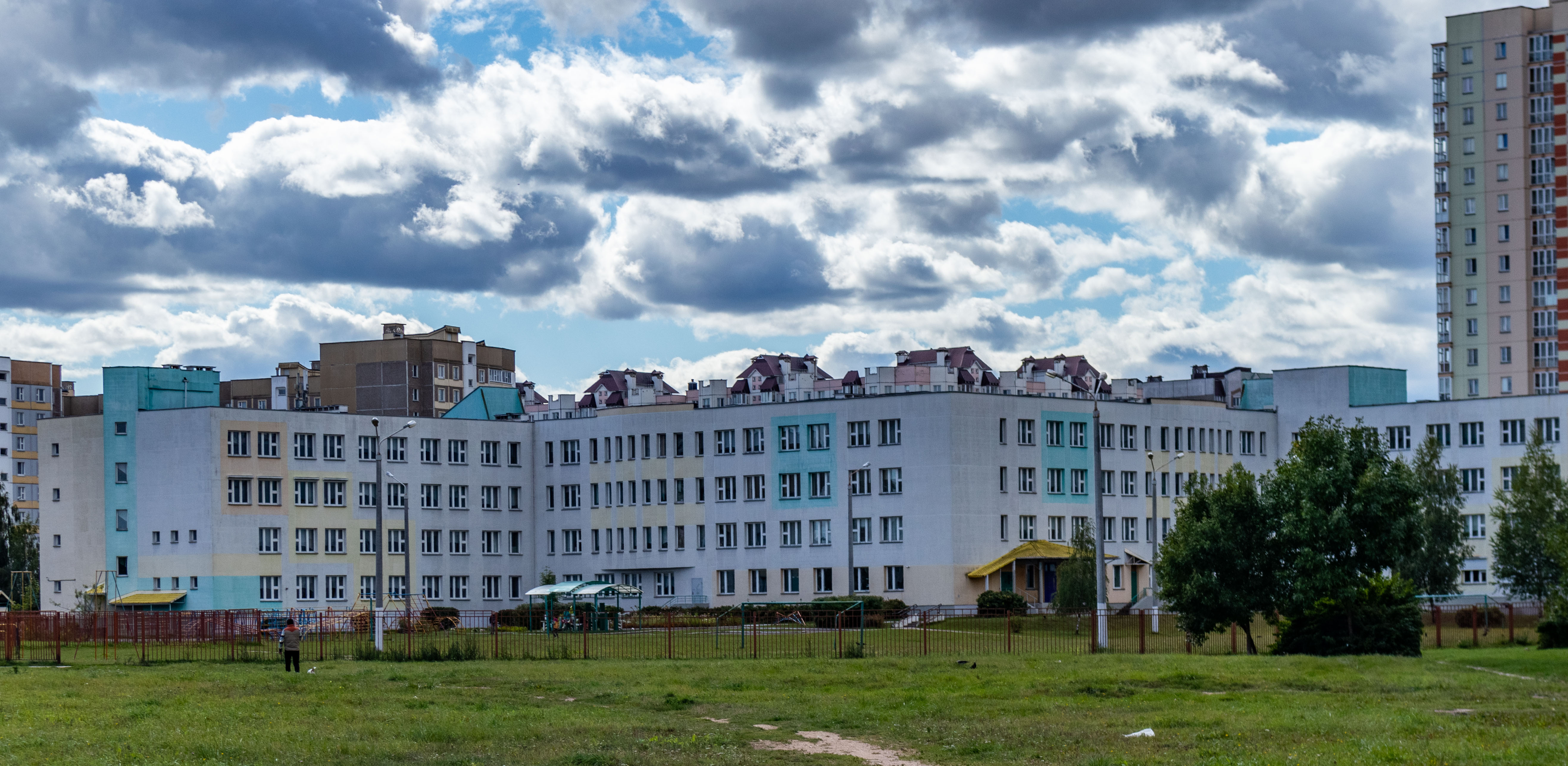
СШ № 175

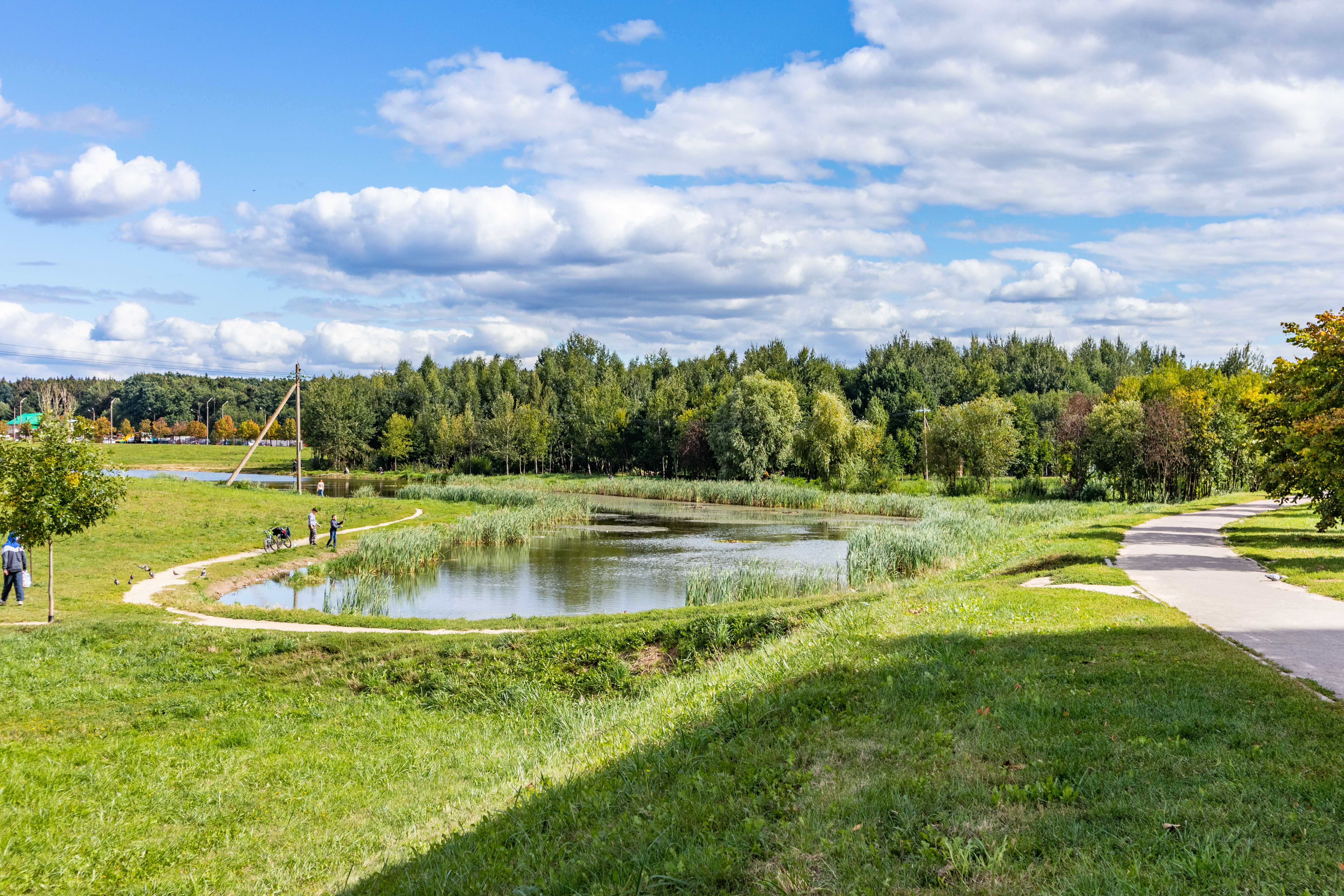
Парк Дививелка вдоль улицы Ивана Шамякина

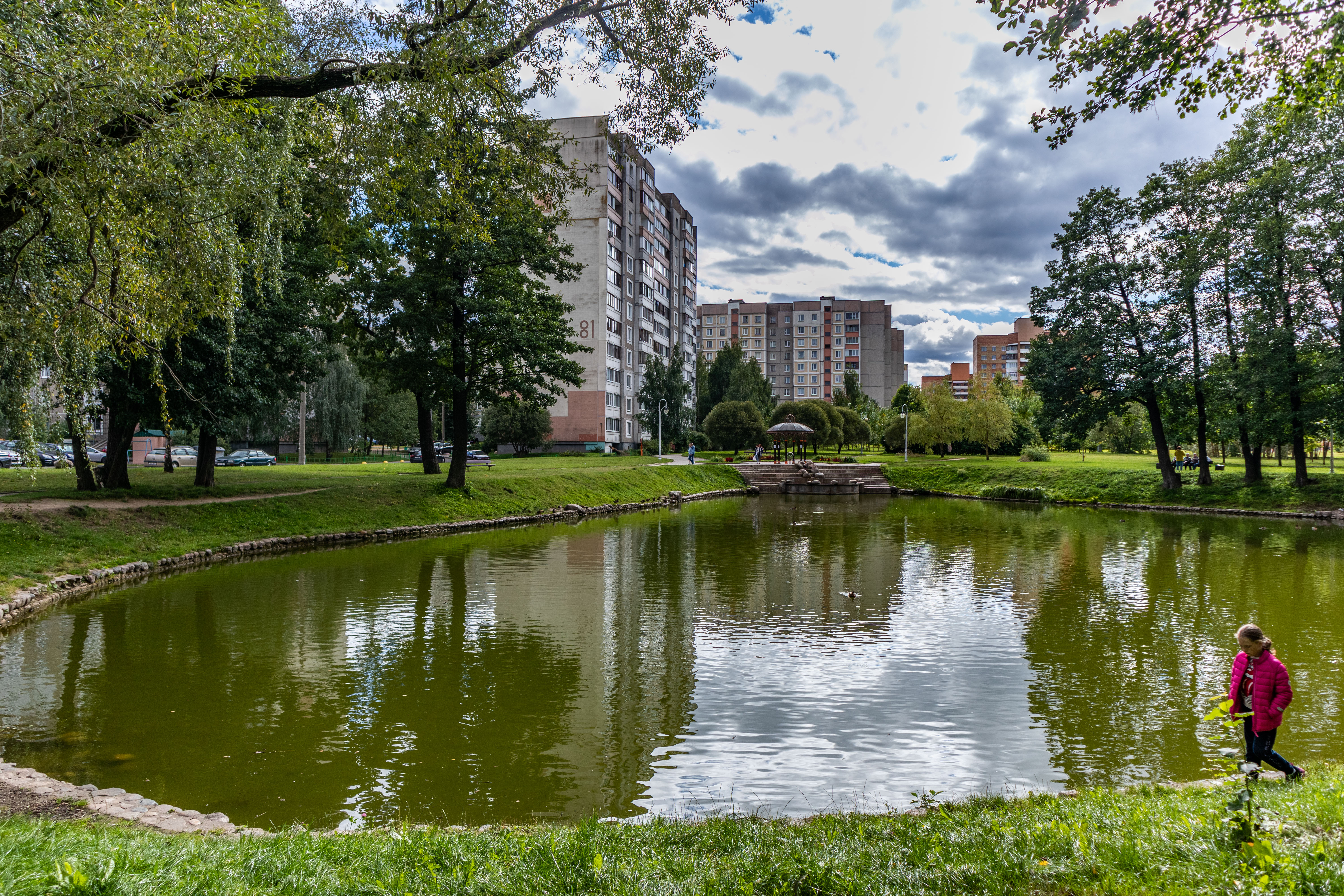
Семейный сквер в южной части лесопарка Медвежино. Сухарево-3

Сухарево (бел. Сухарава) — жилой район в составе Фрунзенского района города Минска (Беларусь).

## История
Название деревни Сухарево — от бел. Сухарэвіч, Сухач, Суховіч
1557 год — Сухорово — село, центр имения, собственность Каревича, двор.
С 1992 года деревня Сухарево — в составе Минска.
В августе-сентябре 2009 года были сданы новая поликлиника и школа.
Существует городская легенда, согласно которой микрорайон отстраивали к пятидесятилетию Победы, поэтому, дома образуют (вид сверху) число 50.

## Население
Ожидается, что к 2027 году в связи с уплотнением население вырастет ещё на 35-60 тысяч человек в зависимости от плотности и этажности застройки.
В данный момент в микрорайоне идёт интенсивная застройка новыми современными зданиями.

## Медицина
Медицинские учреждения:
- Амбулатория общей практики № 1 на ул. Академика Фёдорова
- поликлиника № 10 (построена в августе 2009 года)
- детская поликлиника №14 (построена в марте 2023)

## Культура
В 2013 году открылась православная церковь в честь Архангела Михаила на ул. Шаранговича. На улице Лобанка построен костёл. На улице Максима Горецкого расположен баптистский молитвенный дом «Вифлеем».

## География и Транспорт

### Расположение
На западе города, в пределах Минской кольцевой автомобильной дороги.
В силу того, что район находится на возвышенности, в зоне интенсивных воздушных потоков, хороший чистый воздух почти всегда.
ТЭЦ — на расстоянии около 2 км от жилого массива.
В декабре 2013 открыта ДС Сухарево 5, расположенная на улице Панченко.

### Транспорт
- Автобусы:

1. 11 — Маршала Лосика — ДС «Веснянка»
2. 12 — ДС «Сухарево-5» — ДС «Кунцевщина»
3. 17 — ДС Сухарево-5 — ДС «Кунцевщина»
4. 30c — Красный Бор — Корженевского
5. 42 — ДС «Сухарево-5» — Люцинская
6. 50c — ДС «Сухарево-5» — Вокзал
7. 83э — ДС «Малиновка-4» — ТЦ «Ждановичи»
8. 121 — ДС «Сухарево-5» — ТЦ «Ждановичи»
9. 137 — Водоочистительная станция — ДС «Кунцевщина»
10. 138 — Промузел Западный — ДС «Кунцевщина»
11. 140 — ДС «Сухарево-5» — ТЦ «Ждановичи»
12. 144c — ДС «Кунцевщина» — ДС «Курасовщина»
13. 180c — Красный Бор — ДС «Серова»

- Троллейбусы

1. 7 — ДС «Сухарево-5» — Бобруйская
2. 8 — ДС «Сухарево-5» — ДС «Дружная»
3. 21 — ДС «Сухарево-5» — Люцинская
4. 25 — ДС «Кунцевщина» — ДС «Малиновка-4»
5. 38 — ДС «Сухарево-5» — ДС «Славинского»
6. 45 — ДС «Сухарево-5» — ст.м. «Петровщина»
7. 48 — ДС «Кунцевщина» — Поликлиника №10
8. 52 — улица Люцинская — ДС «Малиновка-4»
9. 57 — ДС «Сухарево-5» — Городской Вал
10. 66 — ДС «Сухарево-5» — Ст. м. «Михалово»
11. 77 — ДС «Сухарево-5» — Сапёров

## Улицы

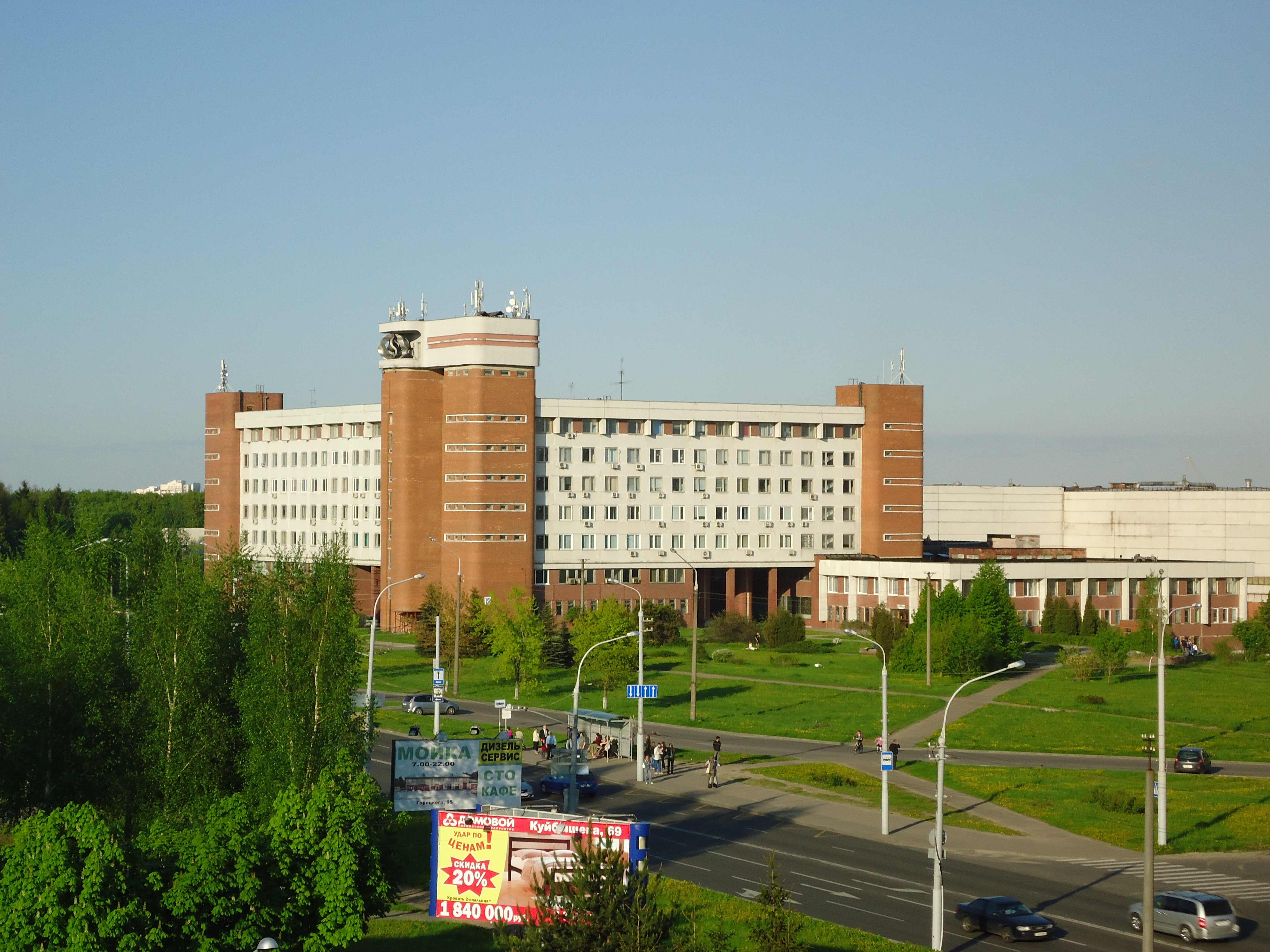
НПО Центр

Основные:
- Улица Шаранговича
- Улица Максима Горецкого
- Улица Лобанка
- Улица Сухаревская

Второстепенные:
- Ул. Пимена Панченко
- Ул. Скрипникова
- Ул. Академика Фёдорова
- Ул. Чайлытко
- Ул. Янковского
- Ул. Ширмы
- Ул. Шамякина